# Eparti
Eparti, Ebarti (ok. 2030 p.n.e.?) – trzeci król elamicki z dynastii z Simaszki według datowanej na okres starobabiloński elamickiej listy królów z Suzy. Należy go najprawdopodobniej identyfikować z Ebaratem, zarządcą (sukkalmah) Suzy z czasów panowania Szu-Suena z III dynastii z Ur.